# Микитюк Юлія Віталіївна
Юлія Віталіївна Микитюк (9 липня 1998, Баланівка, Вінницька область) — українська волейболістка, центральний блокуючий.

## Із біографії
Вихованка волейбюльної секції ДЮСШ з міста Кодима Одеської області (перший тренер — Тетяна Нарижняк). Навчалася в білоцерківському спортивному інтернаті і грала за місцеву команду «Спортліцей», що виступала в аматорській лізі України (сезон 2014-15). Захищала кольори юніорської збірної України, учасниця відбіркового турніру чемпіонату Європи.
До южненського «Хіміка» перейшла у серпні 2015 року разом з Юлією Бойко. Вперше вийшла в основному складі на початку сезону 2016/17 проти рівненської «Регіни». У складі клубу з Одеської області тричі здобувала золоті нагороди національної першості, по чотири рази — у кубку і суперкубку України. Брала участь в іграх Ліги європейських чемпіонів і Кубку ЄКВ. 2022 року перейшла до французького «Орлеана», разом з діагональною запорізької «Орбіти» Наталією Луханіною і вихованкою українського волейболу Анастасією Байдюк.

## Клуби
| Роки      | Команди        |
| --------- | -------------- |
| 2015—2022 | «Хімік» (Южне) |
| 2022—2023 | «Орлеан»       |
| 2023—2024 | «Новий Тайбей» |
| 2024—     | СК «Балта»     |

## Досягнення
- Чемпіон України (3): 2017, 2018, 2019
- Володар кубка України (4): 2017, 2018, 2019, 2020
- Володар суперкубка України (4): 2016, 2017, 2018, 2019

## Статистика
Статистика виступів в єврокубках:
| Сезон   | Клуб           | Турнір         | Ігри | Сети | Очки | Ср.  | Примітки |
| ------- | -------------- | -------------- | ---- | ---- | ---- | ---- | -------- |
| 2017/18 | «Хімік» (Южне) | Кубок ЄКВ      | 2    | 3    | 4    | 1,33 | [ 1 ]    |
| 2018/19 | «Хімік» (Южне) | Кубок ЄКВ      | 2    | 8    | 12   | 1,5  | [ 2 ]    |
| 2019/20 | «Хімік» (Южне) | Ліга чемпіонів | 10   | 17   | 16   | 0,94 | [ 3 ]    |
| 2020/21 | «Хімік» (Южне) | Ліга чемпіонів | 4    | 7    | 12   | 1,71 | [ 4 ]    |
|         | «Хімік» (Южне) | Кубок ЄКВ      | 2    | 3    | 3    | 1    | [ 5 ]    |